# Singleyrac
Singleyrac är en kommun i departementet Dordogne i regionen Nouvelle-Aquitaine i sydvästra Frankrike. Kommunen ligger i kantonen Eymet som tillhör arrondissementet Bergerac. År 2022 hade Singleyrac 314 invånare.

## Befolkningsutveckling
Antalet invånare i kommunen Singleyrac
Referens:INSEE